# 望朝中心
望朝中心，有的网站写成望潮中心，是一座位于杭州萧山区钱江世纪城市心北路与盈丰路交叉处的高层写字楼，高280米，开发商为大稻启运集团（浙江诚稻置业有限公司），SOM纽约设计事务所设计，中南建筑施工建设。2018年11月25日开工，2023年9月建成。

## 简介
主楼高280米（54层），裙楼高约50米有10层，地下4层，总建筑17万平米。
极氪汽车杭州新总部（研发中心）位于望朝中心23楼以上全部的30多层楼，面积共5.89万平米。同时大楼顶部装有极氪汽车的品牌标志，因此该楼也被称为极氪大厦。

## 交通
地处庆春隧道南入口附近。杭州地铁2号线盈丰路站D口旁。

## 周边建筑
- 港丽望京（北侧）
- 博地中心（南侧）
- 东方至尊国际中心（东侧）
- 杭州SKP（西侧，在建中）